# Amtsgericht Ehringshausen

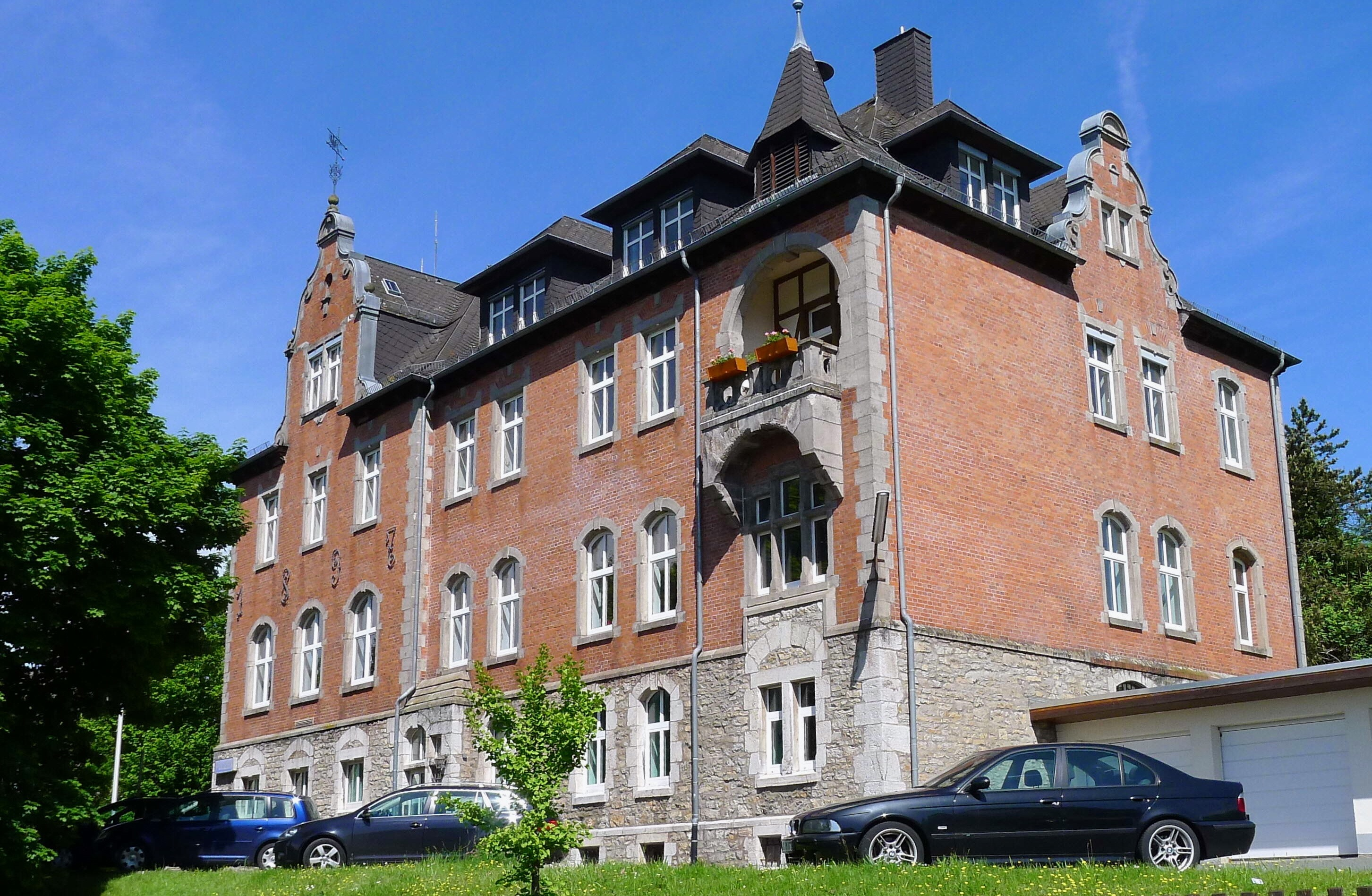
Ehemaliges Amtsgericht Ehringshausen

Das Amtsgericht Ehringshausen war ein von 1879 bis 1968 bestehendes Gericht der ordentlichen Gerichtsbarkeit im Bezirk des Landgerichts Limburg an der Lahn mit dem Sitz in Ehringshausen. Das Gebäude des ehemaligen Amtsgerichts steht heute unter Denkmalschutz.

## Geschichte
Mit dem am 1. Oktober 1879 in Kraft getretenen Deutschen Gerichtsverfassungsgesetz vom 27. Januar 1877 wurde das bestehende Kreisgericht Wetzlar aufgehoben und der Kreis Wetzlar in drei Amtsgerichtsbezirke aufgeteilt. Eines dieser drei Amtsgerichte wurde in Ehringshausen eingerichtet.
Zum Bezirk des Amtsgerichts Ehringshausen gehörten gemäß Verordnung vom 5. Juli 1879 die bisher zum Bezirk der Kreisgerichtskommission in Ehringshausen gehörigen Besitzungen des Fürstlichen Hauses Solms-Braunfels, Hof Heisterberg bei Leun, aus der Bürgermeisterei Asslar die Gemeindebezirke Bechlingen, Berghausen, Breitenbach, Dillheim, Dreisbach, Ehringshausen, Katzenfurt, Kölschhausen, Niederlemp, Werdorf, aus der Bürgermeisterei Greifenstein die Gemeindebezirke Daubhausen, Edingen, Greifenthal, Greifenstein, Holzhausen, Ulm sowie aus der Bürgermeisterei Hohensolms die Gemeindebezirke Bellersdorf, Bermoll, Oberlemp. Nach §§ 1 und 2 des Gesetzes vom 20. April 1892 ist zum 1. Oktober 1892 der bis dahin zu dem Amtsgerichtsbezirk Braunfels gehörende Gemeindebezirk Allendorf dem Bezirk des Amtsgerichts Ehringshausen zugelegt worden.
Durch das Zweite Gesetz zur Änderung des Gerichtsorganisationsgesetzes vom 12. Februar 1968 wurde das Amtsgericht Ehringshausen aufgehoben.

## Gebäude
Als Gerichtsgebäude diente bis 1898 das neben der Kapelle stehende ehemalige Amtshaus. Im Jahre 1891 beschloss die Gemeindevertretung von Ehringshausen den Bau eines neuen Gerichtsgebäudes auf einer Anhöhe neben dem ehemaligen Amtshaus. Mit der Ausführung wurde der Kreisbaumeister Wilhelm Witte beauftragt. Die Bauarbeiten wurden 1897 begonnen. Bereits am 13. Oktober 1898 konnte das neue Amtsgerichtsgebäude eingeweiht und seiner Bestimmung übergeben werden. Die Frontseite des Gebäudes ist zur Talseite hin durch unterschiedliche asymmetrische Formen der Neorenaissance gestaltet. Heute dient das Gebäude als Rathaus der Großgemeinde Ehringshausen und beinhaltet außerdem eine Polizeistation.
Das Gebäude steht unter Denkmalschutz, ist jedoch durch verschiedene Umbaumaßnahmen in der jüngsten Zeit baulich verändert worden.